# Мільєс-де-ла-Польвороса
Мільєс-де-ла-Польвороса (ісп. Milles de la Polvorosa) — муніципалітет в Іспанії, у складі автономної спільноти Кастилія-і-Леон, у провінції Самора. Населення — 248 осіб (2010).
Муніципалітет розташований на відстані близько 240 км на північний захід від Мадрида, 46 км на північ від Самори.

## Демографія
Динаміка населення (INE ):